# Prostatitis
Unter Prostatitis oder Vorsteherdrüsenentzündung ist im engeren Sinne die Entzündung der Vorsteherdrüse (Prostata) zu verstehen. In der Medizin hat sich ein erweiterter Begriff etabliert, gemäß dem „Prostatitis“ ein Syndrom aus verschiedenartigen Beschwerden im Urogenitalsystem sowie im Bereich des Beckenbodens und des Afters ist. Die Symptome lassen sich vielfach nicht kausal durch eine Entzündung der Prostata erklären und differentialdiagnostisch abgrenzen.

## Symptome
Klinisch relevante Prostatitisverläufe sind durch Schmerzen gekennzeichnet. Deren Umfang und Intensität kann sich von Fall zu Fall unterscheiden und bis hin zu schwerer Behinderung führen. Bei chronischem Verlauf bestehen die Symptome dauernd oder mit zwischenzeitlicher Unterbrechung. Häufig berichtet werden:
- Algurie (Schmerzen und Brennen beim Wasserlassen),
- Pollakisurie (häufiger Harndrang),
- Harnabflussstörungen,
- Schmerzen in der Penis-, Hoden-, Damm-, Anal-, Leisten-, Scham- sowie in der Lendengegend,
- Schmerzen während und insbesondere nach der Ejakulation.

## Epidemiologie
Derzeit sind nur wenige Erhebungen zur Epidemiologie dokumentiert, diese zeigen aber bereits eine große klinische und gesundheitspolitische Bedeutung auf. Die Häufigkeit des Prostatitissyndroms liegt demnach bei etwa 2 bis 10 % der männlichen Bevölkerung. Wegen Prostatitis suchen in den USA mehr Männer den Arzt auf als wegen BPH oder Prostatakarzinom. Die Beschwerden treten meist als komplexe Symptomatik auf, unter der viele Männer chronisch über einen längeren Zeitraum leiden. Der Beschwerdedruck ist oft dem bei Angina pectoris, aktivem Morbus Crohn oder dem Zustand nach Herzinfarkt vergleichbar. Epidemiologisch konnte ein Zusammenhang zwischen bakterieller Prostatitis (chronisch oder akut) und dem Prostatakarzinom festgestellt werden. In der Patientengruppe mit Prostatakarzinom hatten etwa 10 % bereits eine Prostatitis, in der Kontrollgruppe etwa 5 %. Antibiotische und anti-entzündliche Behandlung der Prostatitis hatten hierbei keinen Einfluss auf das spätere Auftreten eines Prostatakarzinoms. Ein Zusammenhang zwischen chronischer Prostatitis und Fruchtbarkeit (Beweglichkeit, Anzahl und Gesundheit der Spermien) konnte nicht hergestellt werden, jedoch leiden Patienten mit chronischer Prostatitis statistisch häufiger an einer erektilen Dysfunktion. Ursache für eine erektile Dysfunktion ist im Allgemeinen nicht die Prostatitis.

## Diagnose und Klassifikation
Eindeutige Marker für die Diagnose des Prostatitissyndroms existieren nicht. Zur Basisdiagnostik gehören Anamneseerhebung, digital-rektale Abtastung (Palpation) der Prostata, Entzündungs- und Erregerlokalisation mittels 4-Gläser-Probe (Ersturin, Mittelstrahlurin, Prostataexprimat und Urin nach Prostatamassage), Ejakulatanalyse zur Entzündungsbestimmung (inkl. Antibiogramm), Sonographie, Uroflowmetrie mit Restharnmessung zur Bestimmung funktioneller oder anatomischer Harnabflussstörungen, orientierend neurologische Untersuchung.
Zur Symptomevaluierung werden unterstützend standardisierte Fragenbögen (Symptome Scores) herangezogen.
Anstatt der aufwendigen 4-Gläser-Probe wird im klinischen Alltag oft eine ähnlich zuverlässige vergleichende Untersuchung von Urin vor und nach Prostatamassage eingesetzt.
Unter Schirmherrschaft der National Institutes of Health (NIH) wurde eine Klassifizierung der Prostatitisformen erarbeitet, die in der Prostatitisforschung und zunehmend auch in der urologischen Praxis angewendet wird.
- akute Prostatitis (Kategorie I)
- chronische bakterielle Prostatitis (Kategorie II)
- chronische abakterielle Prostatitis / chronisches Schmerzsyndrom des Beckens; kurz CP/CPPS (Kategorie III)
- asymptomatische entzündliche Prostatitis (Kategorie IV).

## Pathogenese und Therapie
Bei der akuten Prostatitis handelt es sich um eine akute Infektion der Prostata, die von Fieber, Schüttelfrost und Harnverhalt begleitet sein kann. Als Erreger gelten insbesondere Bakterien der im Darm siedelnden Art Escherichia coli. Diese sind massenhaft im Urin nachweisbar. Die Leukozyten- und oft auch die Konzentration des prostataspezifischen Antigens sind erhöht. Die ätiologische Bedeutung von Chlamydien- und Mykoplasmenspezies ist umstritten. Zur Therapie werden Antibiotika, insbesondere Fluorchinolone oder ggf. Tetracycline, eingesetzt.
Die chronische bakterielle Prostatitis wird ebenfalls auf den Harnwegsinfekterreger Escherichia coli zurückgeführt. Darüber hinaus kann Mycobacterium tuberculosis im Rahmen einer Urogenitaltuberkulose Prostatitis verursachen. Anaerobier, Neisseria gonorrhoeae, Trichomonas vaginalis, Viren und Pilzspezies gelten nur in Einzelfällen als ätiologisch relevant. Möglicherweise stehen zyklisch wiederkehrende Beschwerden mit der Rückhaltung bzw. Rückströmung von Erregern in den Harnwegen im Zusammenhang. Ursächlich könnten hierbei Prostatavergrößerungen, neurogene Blasenfunktionsstörungen, Prostatasteine und Strikturen sein.
Die Symptome chronischer bakterieller Prostatitis ähneln denen der akuten Form, sind jedoch meist schwächer ausgeprägt. Therapieoption sind Antibiotikagaben über 4 bis 6 Wochen. Die Erfolgsrate beträgt 80 % bei Clarithromycin, 80 % bei Azithromycin, 77 % bei Doxycyclin, 40–77 % bei Ciprofloxacin, 75 % bei Levofloxacin, und 62–77 % bei Azithromycin + Ciprofloxacin (abhängig von der Ciprofloxacin Dosis). Aufgrund offenbar etwas niedrigerer Erfolgsrate gilt das früher bevorzugte Cotrimoxazol heute eher als Mittel der zweiten Wahl. Eine Kombination der antimikrobiellen Behandlung mit Alphablockern soll den Therapieerfolg verbessern. Dass die Eradikation der Erreger letztlich zu einer Beseitigung der schmerzhaften Prostatitissymptome führt, ist bisher nicht hinreichend evaluiert. Auch fehlen bisher Vergleiche von Antibiotikatherapie zu Placebo.  Die langfristige Rückfallquote beträgt bis zu 50 %.
Zur Unterstützung von Antibiotikatherapien wurden von einigen Autoren begleitende Prostatamassagen empfohlen. Zu deren Nebenwirkungsrisiko liegen nur wenige Daten vor. In einer neueren Vergleichsstudie konnten keine besseren Behandlungsergebnisse erzielt werden als mit alleiniger Antibiotikagabe.
Abakterielle Prostatitis/chronisches Schmerzsyndrom des Beckens ist die häufigste Form der Prostatitis. Symptomatische Unterschiede zur bakteriellen Form bestehen nicht, außer dass sich keine als Erreger relevanten Bakterien nachweisen lassen. Die Erklärungsmodelle sind vielfältig. Sie reichen von einer Autoimmunstörung über eine neurogene Entzündung bis zu einem myofaszialen Schmerzsyndrom. Zu Letzterem werden zwei Kategorien unterschieden: Einerseits eine Fehlsteuerung des lokalen Nervensystems aufgrund zurückliegender traumatischer Ereignisse sowie eine psychogene chronische Verspannung der Muskulatur des Beckenbodens. Aufgrund der chronischen Verspannung werden Nervenzellen überreizt und dabei zur Freisetzung des Neurokinins Substanz P stimuliert. Daraus können sich letztlich, wie in Tierversuchen nachgewiesen, Entzündungen des Urogenitaltrakts entwickeln.
Die mögliche Verursachung abakterieller Prostatitis durch schwer nachweisbare Bakterien wird kontrovers diskutiert. Ein kanadisches Forscherteam um Keith Jarvi berichtete auf der Jahrestagung der Amerikanischen Urologischen Gesellschaft (AUA) im Jahr 2001 von bis dato unbekannten Bakterienarten Paenobacillus sp. und Proteobacterium sp. in Samenflüssigkeit und Urin von Männern mit CP/CPPS. Als Hinweis auf eine bakterielle Pathogenese wurden auch häufige Befunde bakterieller Genombestandteile (16S rRNA) in prostataspezifischen Proben von Männern mit abakterieller Prostatitis bei Breitspektrum-PCR-Untersuchungen gedeutet. Allerdings wurden in einer anschließenden Studie in Gewebeproben von Männern ohne Prostatitis bakterielle 16S rRNA mit vergleichbarer Häufigkeit nachgewiesen.
Beim entzündlichen chronischen Schmerzsyndrom des Beckens lassen sich erhöhte Leukozytenkonzentrationen im Prostatasekret / Ejakulat, die als Indiz für eine Entzündung gedeutet werden, nachweisen. Beim nichtentzündlichen chronischen Schmerzsyndrom des Beckens sind keine erhöhten Leukozytenkonzentrationen nachweisbar. Die Pathogenese des chronischen Schmerzsyndroms des Beckens ist unklar. Die Behandlungsempfehlungen unterscheiden sich hinsichtlich der beiden Subtypen kaum. Eine langfristig hochwirksame Therapie ist nicht nachgewiesen. Für folgende Mittel konnte in kontrollierten, randomisierten Studien begrenzte Wirksamkeit gezeigt werden:
- Alpha-1-Blocker
- Pentosan Polysulfat
- Mepartricin, ein Östrogen Reuptake-Hemmer
- Quercetin, ein Flavonoid
- Pollenextrakt.

Antibiotikatherapien haben sich in belastbaren Studien nur für einen geringen Teil der CP/CPPS-IIIa-Patienten als hilfreich erwiesen. Meist führt die längerfristige Behandlung mit bei bakterieller Prostatitis zu bevorzugenden Fluorchinolonen beim chronischen Schmerzsyndrom des Beckens zu keiner symptomatischen Besserung. Zur Behandlung der Schmerzen kann eine Schmerztherapie, beispielsweise mit Tramadol, in Betracht gezogen werden.
Im Rahmen von Untersuchungen der Zeugungsfähigkeit oder der Krebsvorsorge sind auch vielfach bei Männern ohne Prostatitisbeschwerden erhöhte Leukozytenkonzentrationen im Ejakulat oder im Prostatasekret festzustellen. Derartige Fälle werden als asymptomatische entzündliche Prostatitiden eingestuft. Zur Behandlung werden oft Antibiotika und/oder entzündungshemmenden Substanzen wie Diclofenac und Enzyme eingesetzt. Die Wirksamkeit dieser Maßnahmen ist nach derzeitigem Kenntnisstand aber gering.

## Alternative Therapieansätze
Acetylcystein (ACC) wird als Mukolytikum seit einigen Jahren im Zusammenhang mit Prostatitis erforscht. Mukoproteine (siehe Corpora amylacea) bilden einen Hauptbestandteil des Prostatasekretes. Zielsetzung ist hierbei, die Blockierung des Sekretabflusses aufzuheben und somit eine Reduzierung des Gewebedrucks zu erreichen (vermutete Schmerzursache), und zwar durch eine einmalige Einnahme von 2 Mal 600 mg ACC. Die Einnahme wird bei erneut auftretenden Beschwerden wiederholt. Dies wurde von Einzelpatienten mit Erfolg erprobt, ist jedoch klinisch noch nicht nachgewiesen.